# Helon Blount
Helon Blount (Big Spring, 15 gennaio 1929 – Austin, 7 marzo 2005) è stata un'attrice e cantante statunitense.
Ha recitato in diversi musical a Broadway, tra cui The Most Happy Fella (1956), Do I Hear a Waltz? (1965), The Fig Leaves are Falling (1969), Follies (1971) e Woman of the Year con Lauren Bacall (1981).